# Chrysoperla comans
Chrysoperla comans is een insect uit de familie van de gaasvliegen (Chrysopidae), die tot de orde netvleugeligen (Neuroptera) behoort. 
Chrysoperla comans is voor het eerst wetenschappelijk beschreven door Tjeder in 1966.